# The Art of More
The Art of More est une série télévisée américaine en vingt épisodes d'environ 45 minutes créée par Chuck Rose dont ses deux saisons ont été disponibles en intégralité les 19 novembre 2015 et 16 novembre 2016 sur le service de vidéo à la demande Crackle. Au Canada la série a été disponible à partir du 20 novembre 2015 sur Shomi jusqu'à sa fermeture fin novembre 2016.
Cette série est inédite dans tous les pays francophones.

## Synopsis
Graham Connor est un jeune ouvrier qui évolue dans le monde des collectionneurs d’art en exploitant ses connaissances des réseaux de trafic d’antiquités qu’il a côtoyés alors qu’il était soldat en Iraq. Il a comme mentor Arthur Davenport, un collectionneur astucieux et excentrique d’art et d’antiquités illégales. Ils vont se retrouver face à Samuel Brukner, un collectionneur, requin de l’immobilier, impitoyable, rusé et corrompu quand il s’agit de son argent,.

## Distribution
- Christian Cooke : Graham Connor
- Kate Bosworth : Roxanna Whitney
- Cary Elwes : Arthur Davenport
- Dennis Quaid : Samuel Brukner
- Patrick Sabongui : Hassan Al Afshar
- Joe Cobden : Todd Fletcher
- Cristina Rosato : Belinda Romero

## Production
Dennis Quaid est coproducteur exécutif aux côtés de Laurence Mark, Gary Fleder, du créateur du projet Chuck Rose et du scénariste Gardner Stern. Le tournage a débuté en mai 2015 à Montréal.
La série explore le monde impitoyable des maisons de ventes aux enchères de luxe remplies d’arnaqueurs, de contrebandiers, de faussaires et de collectionneurs plus ou moins bizarres.
Chuck Rose précise que la série s’intéresse notamment au trafic d'antiquités qui a fortement augmenté ces dernières années avec ces révélations concernant l’État islamique qui utiliserait l'argent de la vente d'antiquités pour financer le terrorisme.
Gardner Stern indique que ce sont plutôt des œuvres d'art ayant au moins 100 ans qui sont présentes sur le tournage car les lois sont moins strictes quant à leur utilisation, mais que de telles œuvres ne sont pas appropriées quand il faut représenter à l’écran un artiste vivant.

## Épisodes

### Première saison (2015)
1. Heavy Lies the Head
2. Whodunnit ?
3. Mint Condition
4. Just Say Faux
5. One Ton Depot
6. Ride Along
7. The Quatrefoil
8. The Name of the Game
9. Fixed View
10. The Card Players

### Deuxième saison (2016)
Le 2 décembre 2015, la série est renouvelée pour une seconde saison de dix épisodes, diffusée à partir du 16 novembre 2016.
1. The Pecking Order
2. Man on a Rope
3. Hikori
4. El Calvo
5. Better a Lion Than a Sheep
6. The Past Ain't Done
7. Tears of a Clown
8. Stories We Tell Ourselves
9. 13th Floor
10. A Half Inch